# Babysitters
Babysitters ist ein US-amerikanischer Pornofilm von Digital Playground aus dem Jahr 2007. Der Film zählt zu den erfolgreichsten Produktionen von Digital Playground.

## Handlung
Der Film hat die sexuelle Fantasie „Babysitter“ zum Gegenstand und besteht aus unterschiedlichen komödienähnlichen Szenen. In der ersten Szene wird Nautica Thorn von Tony DeSergios Frau bestellt, um ihm bei der Babybetreuung zu helfen. Nautica ist allerdings eher daran interessiert, sich um Tony zu kümmern, und verführt ihn.
In der nächsten Szene spielt Sasha Grey ein Mädchen namens „Danni“, deren Freund frustriert ist, weil sie nicht mit ihm schlafen will, und sie daher verlässt. Sie dagegen geht einem Job als Babysitterin im Haus von Charles Dera nach (der einen Mann namens „Chip“ spielt). Chip erzählt Danni, dass er heute keinen Babysitter braucht, findet aber dann heraus, dass sie ein bisschen Geld braucht, und hat eine andere Idee, wie sie das Geld verdienen kann. Alle Frauen seiner Freunde sind bei einer Tupperware-Party und die Männer wollen etwas Spaß haben. Währenddessen sind bei der Tupperware-Party Alektra Blue, Angie Savage, Lexxi Tyler und Sammie Rhodes versammelt. Als Sophia Santi mit einem Strap-On erscheint, wird schnell klar, dass es keine Tupperware-Verkäufe geben wird, sondern eine Lesben-Orgie mit fünf Frauen.
Teagan Presley spielt in der nächsten Szene. Deren Freund Tyler Durden hat sich am Bein verletzt und spielt Videospiele. Ein paar Minuten später überrascht sie ihn im Badezimmer beim Masturbieren. In der nächsten Szene ist Shay Jordan als Babysitter im Haus eines Paares, gespielt von Gina Lynn und Ben English. Sie schmuggelt ihren Freund Scott Nails ins Haus, während das Paar noch aus ist. Die beiden haben Sex im Schlafzimmer des Paares. Natürlich entdecken Gina und Ben die beiden in ihrem Bett, aber während Scott abhaut, bleibt Shay, um die Konsequenzen in Form eines Dreiers zu erleben. In der letzten Szene spielt Jesse Jane einen Babysitter, die das Geburtstagsgeschenk von Nikki Benz für ihren Mann (Tommy Gunn) darstellt.

## Auszeichnungen
- 2009 Empire Award: Best Selling DVD
- 2008 XRCO Award: Best Release
- 2008 F.A.M.E. Award: Favorite Feature Movie
- 2008 AVN Award: Best All-Girl Sex Scene - Video (Alektra Blue, Angie Savage, Lexxi Tyler, Sammie Rhodes, Sophia Santi)
- 2008 AVN Award: Best Oral Sex Scene - Video (Sasha Grey)
- 2008 AVN Award: Best Vignette Release
- 2007 Adult DVD Empire Award: Best DVD Audio Quality
- 2007 Adult DVD Empire Award: Best DVD Menu Design
- 2007 Adult DVD Empire Award: Best DVD Video Quality

## Kritiken
avn.commeinte, dem Film folgte „die Drei-Wege-Fantasie, die Millionen verheirateter Männer hatten, während sie ihren Sitter nach Hause fuhren. Robby D. und eine umwerfende 12-köpfige Besetzung kreieren sieben Babysitter-Fantasien, die garantiert kitzeln werden.“

## Fortsetzung
Im Jahr 2011 veröffentlichte das Produktionsstudio den Film „Babysitters 2“ auf DVD und Blu-ray. Darsteller des zweiten Teils sind Jesse Jane, Kayden Kross, Stoya, Riley Steele, Jynx Maze und BiBi Jones.